# Список керівників держав 666 року
Список керівників держав 666 року — це перелік правителів країн світу 666 року.
Список керівників держав 665 року — 666 рік — Список керівників держав 667 року — Список керівників держав за роками

## Європа
- Абазгія — Феодосій I (660—680)
- Айлех — Ферг мак Крундмайл (660—668)
- Айргіалла — Дунхад мак Ултан (637? — 677)
- Королівство Східна Англія — Ельдвульф (664—713)
- Арморика — Гілкуал (658 — ?)
- Герцогство Баварія — Теодон I (630—680)
- Брихейніог об'єднаний з Діведом (655—720)
- Велика Булгарія — Батбаян (665—668)
- король вестготів — Реккесвінт (653—672)
- Вессекс — Кенвал (648—674)
- Візантійська імперія — Констант II (641—668)
  - Неаполітанське герцогство — Василь (661—666); Феофилакт I (666—670)
  - Равеннський екзархат — Феодор I Калліопа (653—666); Григорій II (666—678)
- Королівство Гвент — Ітел ап Морган (665—685)
- Гвікке — Етельвель (650—674)
- Королівство Гвінед — Кадваладр ап Кадваллон (655—683)
- Дал Ріада — Домангарт II мак Домнайлл (660—673)
- Дівед — Гулідієн (650—670)
- Думнонія — Донарт ап Кулмін (661—700)
- Королівство Ессекс — Сігер (664—689)
- Іберійське князівство — Адарнасе II (650-684)
- Ірландія — верховний король Сехнассах мак Блахмайк (665—681)
- Королівство Кент — Еґберт І (664—673)
- Король лангобардів — Грімоальд I Беневентський (662—671)
  - Герцогство Беневентське — Ромоальд I (662–677)
  - Сполетське герцогство — Тразімунд I (665—703)
  - Герцогство Фріульське — Лупус (663—666); Арнефріт (666); Вехтар (666—678)
- Ленстер — Фіаннамайл мак Меле Туйле (656—680)
- Маґонсете — Меревал (656—685)
- Мерсія — Вульфхер (658—675)
- Морганнуг — Ітел ап Морган (665—685)
- Коннахт — Муйрхертах Нар (663—668)
- Мунстер — Колгу мак Файбе Флайнд (665—678)
- Король піктів — Друст VI (663—672)
- Королівство Нортумбрія — Освіу (642—670)
- Королівство Повіс — Белі ап Ейлуд (650—695)
- Само (держава) — Само (623—658/660)
- Королівство Сассекс — Кенвал (648—674)
- Стратклайд — Елвін (658—693)
- Улад — Блахмак мак Маеле Кобо (647—670)
- Уснех — Діармайт Діан (653—689)
- Франкське королівство:
  - Австразія — Хільдерік II (662—675)
  - Нейстрія — Хлотар III (658—673)
  - Герцогство Васконія — персональна унія з герцогством Аквітанія; Фелікс (660—670)
- Фризьке королівство — Альдгісл (623—680)
- Хозарський каганат — Хальга (665—668)
- Швеція — Івар Широкі Обійми (650—695)
- Святий Престол — папа римський Віталій (657—672)
- Вселенський патріарх — Петро (654—666)

## Азія
- Близький Схід:
  - Праведний халіфат — Муавія I (661—680)
  - Вірменський емірат — до 686 невідомо
- Індія:
  - Брамінська династія — Чач (632—671)
  - Західні Ганги — Бхувікарма (654—679)
  - Пізні Гупти — Адіт'ясена (655—680)
  - Камарупа — Саластхамба (650—670)
  - самраат Кашмірської держави Пратападітья (661—711)
  - Династія Майтрака — Сіладітія II (662—685)
  - Династія Паллавів — Нарасімхаварман I (630—668)
  - Держава Пандья — Янтаварман (640—670)
  - Раджарата — раджа Датопа Тісса II (664—673)
  - Чалук'я — Вікрамадітья I Сат'яшрая (654—678)
  - Східні Чалук'ї — Джаясімха I (641—673)
  - володар держави ефталітів і алхон-гуннів в Ганджхарі, Кашмір і Пенджабі Юдхіштхіра (630/633—670)
- Індонезія:
  - Тарума — Тарусбава (650—670)
- Китай:
  - Династія Тан — Лі Чжи (649—683)
  - Тибетська імперія — Манронманцан (650—676)
  - Туюхунь (Тогон) — Муюн Нохебо (635—672)
- Наньчжао — Мен Сінуло (649—674)
- Корея:
  - Когурьо — тхеван (король) Поджан (642—668)
  - Сілла — ісагим (король) Мунму (661—681)
- Паган — король Пеіт Тонг (660—710)
- Персія:
  - Дабуїди — Дабуя (660—712)
- Середня Азія:
  - Західний тюркський каганат — Ашина Бучжень (657—667)
  - Бухархудати — Бідун (655/659—673/681)
- Ченла —  Джаяварман I (657—681)
- Японія — Імператор Тендзі (661—672)

## Африка
- Аксумське царство — Дегна Мікаел (663—689)
- Африканський екзархат Візантійської імперії — Елефтерій Молодший (665 — ?)
- Праведний халіфат — Муавія I (661—680)

## Північна Америка
- Мутульське царство — Нуун-Ухоль-Чаак (648—679)
- Баакульське царство — Пакаль (615—683)
- Бонампак — невідоме ім'я (до 658 — після 670)
- Караколь — К'ак'-Ухоль-К'ініч II (658—680)
- Шукуупське царство — К'ак'-Уті'-Віц'-К'авііль (628—695)
- Яшчилан — Яшун Б'алам III (628—681)